# Montagne de Lachens
Montagne de Lachens – szczyt w Préalpes de Provence, części Alp Zachodnich. Leży w południowo-wschodniej Francji w regionie Prowansja-Alpy-Lazurowe Wybrzeże niedaleko Sainte-Maxime.